# Pleckstrinhomologidomän
Pleckstrinhomologa domäner, eller PH-domäner är en form av proteinsekvens som gör att proteiner kan binda in till fosfatidylinositoler av olika slag. Detta är en viktig funktion i flera olika signaltransduktionsvägar.